# Kleiner Laden voller Schrecken
Kleiner Laden voller Schrecken (Originaltitel The Little Shop of Horrors, Arbeitstitel The Passionate People Eater) ist eine US-amerikanische Horrorkomödie von Roger Corman. Der 1960 erschienene B-Film gilt als eine der bisher erfolgreichsten Billigproduktionen und als Klassiker des Genres sowie zudem als einer der am schnellsten produzierten Filme. Erzählt wird die Geschichte eines Mannes, der sich mit einer fleischfressenden Pflanze anfreundet, die sprechen kann. Auf ihrem Speiseplan stehen Menschen an erster Stelle.

## Entstehung
Der Regisseur Corman und Drehbuchautor Charles B. Griffith schrieben das Buch angeblich an einem einzigen Abend. Die Schauspieler, die Corman aus einem Stab rekrutierte, mit dem er schon andere Filme gedreht hatte, begannen drei Tage vor Drehbeginn, ihre Rollen einzustudieren. Darunter war auch Jack Nicholson in einer Nebenrolle als masochistischer Patient des Zahnarztes.
Die wichtigsten Aufnahmen wurden in zwei Tagen und einer Nacht abgedreht. Corman benutzte drei Kameras gleichzeitig und jede Szene wurde nur einmal aufgenommen, weshalb einige Szenen im Film zwei oder drei Minuten dauern. Das Budget, das für den Film zur Verfügung stand, betrug nach unterschiedlichen Angaben nur 27.000 bis 34.000 Dollar. Der Film wurde ursprünglich in Schwarzweiß gedreht; 1987 und 2006 erschienen kolorierte Versionen.

## Handlung
Der Film erzählt die Geschichte von Seymour Krelboyne, einem tollpatschigen Assistenten in einem Blumenladen in Los Angeles, der Gravis Mushnick gehört. Wegen der schlecht laufenden Geschäfte möchte Mushnick Seymour entlassen, bis Audrey, eine weitere Angestellte, in die Seymour heimlich verliebt ist, ihn auffordert, seine merkwürdige, neue Pflanze ins Schaufenster zu stellen. Seymour hat seine neue Pflanze nach Audrey benannt und Mushnick gibt Seymour eine Woche Zeit, um zu zeigen, was seine Pflanze bewirken kann.
Audrey jr., die Pflanze, die ein wenig wie eine Venusfliegenfalle aussieht, zieht sofort die Aufmerksamkeit der Kunden auf sich, was dem Laden einen unerwarteten Aufschwung beschert. Aber die Pflanze droht zu verkümmern und Mushnick fordert Seymour auf, sie gesund zu pflegen. Nach vielen erfolglosen Versuchen entdeckt Seymour zufällig, nachdem er sich an einer Glasscherbe geschnitten hat, wie er die Pflanze füttern muss, um sie am Leben zu erhalten: Sie verlangt nach menschlichem Blut. Seymour beginnt, Audrey jr. mit Blut aus seinem Finger zu füttern. Der Erfolg ist durchschlagend; am nächsten Tag ist die Pflanze auf das Doppelte ihrer Größe gewachsen und Mushnicks Laden läuft besser als je zuvor.
Seymour wird berühmt, und seine Kollegin Audrey beginnt, seine Liebe zu erwidern. Doch die Pflanze wird wieder krank und verrät Seymour selbst, was er zu tun hat. Sie beginnt, zu ihm zu sprechen, und fordert, von ihm gefüttert zu werden. Als der verzweifelte Seymour unbeabsichtigt durch einen unglücklichen Unfall einen Landstreicher tötet, beschließt er, die Leiche an Audrey jr. zu verfüttern. Mushnick beobachtet, wie Seymour die zerhackte Leiche an die Pflanze verfüttert, beschließt aber, weil er inzwischen dank Seymour und seiner Pflanze ein reicher Mann ist, die grausige Entdeckung für sich zu behalten. Unglücklicherweise war der Landstreicher in Wahrheit ein Detektiv der Bahngesellschaft. Die Ermittlungen der Polizisten Joe Fink und Frank Stoolie nach ihrem vermissten Kollegen führen sie geradewegs in den Blumenladen von Mr. Mushnick.
Die unaufhörlich wachsende Pflanze Audrey jr. verlangt nach immer mehr Blut und wird so zu einem immer größeren Problem für Seymour. Um den Erfolg des Ladens zu wahren und sich Audreys Liebe zu sichern, sieht sich Seymour gezwungen, heimlich Menschen zu töten, um Pflanzenfutter zu beschaffen. Am Ende steigt Seymour, in der Absicht, Audrey jr. zu vernichten, in die Pflanze hinein und wird selbst von ihr verspeist. Mushnick und andere Personen entdecken, dass in Audreys Blüten die gequälten Gesichter ihrer Opfer, einschließlich Seymours, zu sehen sind.
Weitere Figuren im Film sind Dr. Phoebus Farb, Mushnicks sadistischer Zahnarzt; Burson Fouch, ein Kunde, der gerne Blumen isst; Mrs. Saddie Shivah, eine weitere Kundin; Mrs. Winifried Krelboyne, Seymours hypochondrische Mutter – und Wilbur Force, ein masochistischer Zahnarztpatient.

## Deutsche Fassungen
Es existieren zwei deutsche Synchronfassungen, die erste entstand in München, die zweite bei der Berliner Synchron. Jörg Hartung schrieb das Dialogbuch und Frank Wesel führte Regie.
| Figur              | Darsteller         | Deutscher Sprecher | Deutscher Sprecher (1997) |
| ------------------ | ------------------ | ------------------ | ------------------------- |
| Seymour Krelboyne  | Jonathan Haze      | Udo Wachtveitl     | Peter Flechtner           |
| Audrey Fulquard    | Jackie Joseph      | Marina Köhler      | Uschi Hugo                |
| Gravis Mushnik     | Mel Welles         | Donald Arthur      | Roland Hemmo              |
| Burson Fouch       | Dick Miller        | Leon Rainer        | K. Dieter Klebsch         |
| Siddie Shiva       | Leola Wendorff     | Margit Weinert     | Evelyn Meyka              |
| Winifred Krelboyne | Myrtle Vail        | Alice Franz        | Christel Merian           |
| Joe Fink           | Wally Kampo        | Gudo Hoegel        | Stefan Fredrich           |
| Kom Stoolie        | Jack Warford       | Ulrich Frank       | Stefan Staudinger         |
| Wilbur Force       | Jack Nicholson     | Heiner Lauterbach  | Santiago Ziesmer          |
| Dr. Phoebus Farb   | John Herman Shaner | Martin Umbach      | Patrick Winczewski        |

## Kritik
Kleiner Laden voller Schrecken erhielt ein gutes Presseecho. So erfasst der US-amerikanische Aggregator Rotten Tomatoes größtenteils wohlwollende Besprechungen und ordnet den Film dementsprechend als „Frisch“ ein.

„Amüsante und groteske Horrorkomödie, die in ihrer Mischung aus schwarzem Humor, komischen Effekten und Wortspielen indirekt eine dekadente, auf pure Genußsteigerung ausgerichtete Gesellschaft attackiert.“

## Adaptionen
Das Interesse des Publikums an dem Film wurde neu geweckt, als 1982 Alan Menken und Howard Ashman das Musical Der kleine Horrorladen schrieben, welches 1986 von Frank Oz ebenfalls unter dem Titel Der kleine Horrorladen verfilmt wurde.
Obwohl Corman seinen Film als humorvoll bezeichnet, enthält er mehr Elemente des traditionellen Horrorfilms als das Musical und dessen Adaption  von 1986. So war die fleischfressende Pflanze Junior nicht der Hauptfokus der Handlung – sie ist nur eine Seltsamkeit unter vielen in der Umgebung des Blumenladens. Am Ende verblüht sie undramatisch, während sie im Musical entweder getötet wird oder die Weltherrschaft übernimmt.
Das Leichentuch, das in einem Leichenwagen einen Körper nicht ganz bedeckt, trägt den Schriftzug „Warner Bros.“. 2013 plante Warner Bros. eine weitere Verfilmung. Das Drehbuch sollte vom Spanier Roberto Aguirre-Sacasa geschrieben und die Hauptrolle des Seymour Krelboyne mit Joseph Gordon-Levitt besetzt werden. Dieser Plan wurde später verworfen.